# ژردن اموی
ژردن کوین اموی (فرانسوی: Jordan Kevin Amavi‎؛ زادهٔ ۹ مارس ۱۹۹۴) بازیکن فوتبال اهل فرانسه است.
از باشگاه‌هایی که در آن بازی کرده‌است می‌توان به نیس، استون ویلا و مارسی اشاره کرد.